# デフ・レパード (アルバム)
『デフ・レパード』(Def Leppard)は、イギリスのハードロック・バンド、デフ・レパードが2015年に発表した、カバー・アルバムも含めれば通算11作目のスタジオ・アルバム。『ソングス・フロム・ザ・スパークル・ラウンジ』以来7年ぶりの新作に当たる。

## 背景
本作のレコーディングは、ジョー・エリオットの自宅のスタジオ「ジョーズ・ガレージ」で秘密裏に進められ、当初はEPとしてのリリースも考えられていたが、最終的には14曲入りのフルレングス・アルバムとなった。ヴィヴィアン・キャンベルによれば、エリオットが「俺たちのファン層の大きな割合を占めるのは、アルバム単位で音楽を聴いていた世代だ」と主張したことからアルバムの制作に発展したとのことで、キャンベルは当時の音楽業界の流れから、アルバムを作ることに対し乗り気ではなかったが、本作のリリース直前のインタビューでは「結果的に『デフ・レパード』はすごく良いアルバムになったから、俺は喜んで自分が間違っていたことを認めるよ」と語っている。なお、キャンベルは2013年にホジキンリンパ腫を発症しており、一部の曲に関しては、キャンベルの治療を優先し残りの4人でレコーディング・セッションを行った後、ツアー中の空き時間にキャンベルのパートをラップトップで録音する方法が取られた。
エリオットは、本作がセルフ・タイトルとなった理由に関して「デフ・レパードの特定の時期を思わせるサウンドじゃない。すべてを含んでいる」「アコースティック、ヘヴィ、ソフト、スロー、ファストといった、俺達が取り入れたいと思ってきたいずれの側面も、ここにある。だからこそ、このアルバムを『デフ・レパード』と名付けたのさ、クイーンがそうだったように、俺達は大幅に違うタイプの曲を考え出せるからね」とコメントしている。

## ソングライティング
「マン・イナフ」はディスコを取り入れた曲で、作曲を担当したフィル・コリンは「マイケル・ジャクソンの"Billie Jean"に近い雰囲気にしたかった」「人々からはクイーンの"Another One Bites the Dust"に似ていると言われてきた」と語っている。「ウィ・ビロング」はエリオットが単独で作詞・作曲した曲だが、メンバー全員でリード・ボーカルを分け合う形となった。なお、エリオット自身はこの曲を書いた際、他のメンバーに「"All the Young Dudes"をU2が弾いているみたいなのがあるんだけど」と説明したという。
「シー・オブ・ラヴ」には、フィル・コリンのサイド・プロジェクト「デルタ・ディープ」のボーカリストであるデビー・ブラックウェル＝クックがゲスト参加しており、コリンは同作に関して「レニー・クラヴィッツ的な雰囲気のある曲」「他のメンバーには嫌われるかもしれないと思ったけど、とりあえず聴かせてみた。そして、彼らは本当に気に入ってくれた」と語っている。「ブロークン・ブロークンハーテッド」は、トム・ロビンソン・バンドの曲「2-4-6-8モーターウェイ」に影響を受けて作られた曲である。

## 反響
全英アルバムチャートでは5週トップ100入りし、最高11位を記録した。アメリカでは発売初週に3万枚以上を売り上げ、Billboard 200では10位に達し、バンドにとって7作目（コンピレーション・アルバムも含む）の全米トップ10アルバムとなった。
スイスのアルバム・チャートでは2位に達し、同国において『X』（2002年）以来13年ぶりのトップ10ヒットとなった。日本のオリコンチャートでは総合8位を記録し、洋楽チャートでは1位を獲得した。

## 評価
Stephen Thomas Erlewineはオールミュージックにおいて5点満点中3.5点を付け「本作はバンドの現在の立ち位置を要約しており、彼らは過去の彼ら自身及びインスピレーションを愛しているが、それは懐古ではなく、自身の人生を愛しているのだ」と評している。Jeremy Ulreyはポップマターズにおいて10点満点中8点を付け「14曲のうちのほぼ全部が名曲と呼ばれるだけの可能性を持っており、時間をかけたことで、バンドにとって良い結果がもたらされた。とりわけ、外部ソングライターが不在のままで、この業績を達成したことは特筆すべきだ」と評している。Jon Dolanは2015年11月2日付の『ローリング・ストーン』誌のレビューで5点満点中2.5点を付け「LEPSは過去の栄光に立ち戻ることに興味がないようで、彼らのソングライティングは、性別不明のディスコ・ジャム"Man Enough"、ダンス・ポップ的な味の"Energized"、レッド・ツェッペリン風のサイケデリックなフォーク・ブルース"Battle of My Own"、ナッシュビルを思わせるアコースティック・バラード"Last Dance"等、徹底的に創意に富み、幅広い方向性となっている」と評している。また、坂東健太は『YOUNG GUITAR』2015年11月号のレビューにおいて「自身のルーツをさらけ出した曲が多いのも、ある意味開き直り的で興味深い」「フィル・コリンとヴィヴィアン・キャンベルのギター・サウンドに関しては、もはやこれ以上は望めないほどの現代的なハイファイさが肝であり、空間を埋め尽くす広大なレンジ感が実に強烈」と評している。
2016年のクラシック・ロック・ロール・オブ・オナーズ賞では年間最優秀アルバム賞を受賞し、両国国技館で開催された授賞式には、メンバーのうちジョー・エリオットとフィル・コリンが出演した。

## ツアー
バンドは本作のリリース前の2015年6月23日から10月4日まで、スティクス及びテスラと共に北米ツアーを行うが、このツアーの前半では、本作からの新曲は演奏されず、最後の2週間ほどの間に「レッツ・ゴー」のみ演奏された。そして、リリース後の2015年11月には日本武道館、オリックス劇場、Zepp Nagoya、仙台サンプラザの4会場で日本ツアーが行われた。
2016年には再びスティクス、テスラと共にアメリカ・ツアーを行う予定だったが、ジョー・エリオットの喉に問題が生じて、初日に当たる1月29日のフロリダ公演だけで終了せざるを得なくなり、同年5月より再開されたアメリカ・ツアーでは、5月初旬の2公演のみスティクス及びテスラとの共演で、大部分の公演はテスラ及びREOスピードワゴンと共に行われた。

## 収録曲
| #   | タイトル                                                       | 作詞・作曲                                                                       | 時間 |
| --- | -------------------------------------------------------------- | -------------------------------------------------------------------------------- | ---- |
| 1.  | 「レッツ・ゴー - Let's Go」                                    | リック・サヴェージ、ジョー・エリオット                                           | 5:02 |
| 2.  | 「デンジャラス - Dangerous」                                   | フィル・コリン、ジョー・エリオット                                               | 3:26 |
| 3.  | 「マン・イナフ - Man Enough」                                  | フィル・コリン、ジョー・エリオット                                               | 3:54 |
| 4.  | 「ウィ・ビロング - We Belong」                                 | ジョー・エリオット                                                               | 5:06 |
| 5.  | 「インヴィンシブル - Invincible」                              | リック・アレン、ジョー・エリオット                                               | 3:46 |
| 6.  | 「シー・オブ・ラヴ - Sea of Love」                             | フィル・コリン                                                                   | 4:04 |
| 7.  | 「エネジャイズド - Energized」                                 | フィル・コリン                                                                   | 3:23 |
| 8.  | 「オール・タイム・ハイ - All Time High」                       | ジョー・エリオット                                                               | 4:19 |
| 9.  | 「バトル・オブ・マイ・オウン - Battle of My Own」              | リック・サヴェージ、ジョー・エリオット                                           | 2:42 |
| 10. | 「ブロークン・ブロークンハーテッド - Broke 'N' Brokenhearted」 | フィル・コリン、ジョー・エリオット                                               | 3:17 |
| 11. | 「フォーエヴァー・ヤング - Forever Young」                     | フィル・コリン、ジョー・エリオット                                               | 2:22 |
| 12. | 「ラスト・ダンス - Last Dance」                                | リック・サヴェージ                                                               | 3:09 |
| 13. | 「ウィングス・オブ・アン・エンジェル - Wings of an Angel」     | フィル・コリン、ヴィヴィアン・キャンベル、リック・サヴェージ、ジョー・エリオット | 4:23 |
| 14. | 「ブラインド・フェイス - Blind Faith」                         | フィル・コリン、ヴィヴィアン・キャンベル、リック・サヴェージ、ジョー・エリオット | 5:35 |

| #   | タイトル                              | 作詞 | 作曲・編曲 | 時間 |
| --- | ------------------------------------- | ---- | ---------- | ---- |
| 15. | 「ラスト・ダンス - Last Dance」(Demo) |      |            | 3:10 |

ギター・ソロの内訳は下記の通り。
- フィル・コリン&ヴィヴィアン・キャンベル - 1. 4. 11. 14.
- ヴィヴィアン・キャンベル - 2. 12. 13.
- フィル・コリン - 3. 5. 6. 8. 10.

## 参加ミュージシャン
- ジョー・エリオット - ボーカル、アコースティック・ギター
- フィル・コリン - ボーカル (on #4)、リードギター、リズムギター、アコースティック・ギター、バッキング・ボーカル
- ヴィヴィアン・キャンベル - ボーカル (on #4)、リードギター、リズムギター、バッキング・ボーカル
- リック・サヴェージ - ボーカル (on #4)、ベース、ギター、アコースティック・ギター、バッキング・ボーカル
- リック・アレン - ボーカル (on #4)、ドラムス、パーカッション

アディショナル・ミュージシャン
- ローナン・マクヒュー - キーボード (on #9)、ブズーキ (on #12)、メロトロン (on #14)[1]
- デビー・ブラックウェル＝クック - バッキング・ボーカル (on #6)[1]